# Red Balloon
Red Balloon (紅色氣球T, Hóngsè qìqiúP, Hung-sê chi-chiuW) è una miniserie televisiva taiwanese a tematica omosessuale andata in onda, per la prima volta, dal 10 maggio al 21 giugno 2017 su KKTV.

## Trama
Nel 2003 Li Xiang Wan è uno studente esemplare con il padre, Xia Tai Sheng, che è sia Presidente del Comitato Scolastico che capo di una gang. Durante la sua routine giornaliera incontra Xia Zhi Chen, uno studente che si è appena trasferito nella sua scuola (a causa di uno scandalo omosessuale con un suo ex insegnante) che ha la passione per la fotografia. Tra i due inizialmente nasce un'amicizia che nel tempo si trasforma in un amore. Mentre si baciano, però, il padre di Li Xiang li scopre e li minaccia di morte qualora dovessero rincontrarsi; obbligando il figlio a una reclusione forzata in casa.
Nel 2010, nonostante l'avanzato stato del morbo di alzheimer di Xia Tai Sheng, permane il divieto a Li Xiang di rincontrare Xia Zhi e, inoltre, gli viene organizzato un matrimonio con Fang Ruo Lan, ragazza che era già stata rifiutata da Li Xiang ai tempi della scuola, per salvaguardare la reputazione di Xia Tai Sheng di fronte ai membri della gang.
Gli anni passano e Li Xiang continua a ricordare i bei momenti con Xia Zhi fino a quando, dopo la morte del padre, nel 2016 lo rincontra permettendo alla loro storia di ricominciare. L'anno dopo si separa dalla moglie, che inizialmente vive male la cosa ma poi comprende che è meglio per tutti, e decide di vivere una relazione stabile con Xia Zhi.